# 八尾市立成法中学校
八尾市立成法中学校（やおしりつ せいほうちゅうがっこう）は、大阪府八尾市清水町二丁目にある公立中学校。

## 概要
八尾市の中心部に立地し、商業地・住宅地・旧村などを校区に含む。また福祉にも力を入れており、難聴教育のセンター校にも指定され、障害児教育にも積極的に取り組んでいる。
八尾市立八尾中学校・八尾市立龍華中学校の2校の校区の一部を分離再編して、1953年に創立した。
校名の「成法」（せいほう）は、地域の旧跡「成法寺遺跡」（じょうほうじ）に由来する。

## 沿革
- 1953年5月1日 - 八尾市立成法中学校として創立。八尾市立八尾中学校・八尾市立龍華中学校の2校から分離。
- 1959年9月3日 - 体育館落成
- 1961年7月30日 - プール完工
- 1973年4月1日 - 八尾市立高美中学校を分離
- 1988年3月5日 - 新体育館落成
- 1991年4月1日 - 大阪府教育委員会より、技術家庭科・同和教育の研究校にそれぞれ指定される。

## 通学区域
- 八尾市立八尾小学校と八尾市立安中小学校の通学区域。
  - 八尾市 本町、東本町、南本町1丁目、清水町、光南町、桜ヶ丘1-2丁目、陽光園、明美町、安中町、渋川町の全域。
  - 八尾市 桜ヶ丘3-4丁目、末広町1-3丁目のそれぞれ一部。

## 著名な出身者
- ジミー大西 - 画家、お笑いタレント。
- 桑田真澄 - 元プロ野球選手、野球解説者、野球評論家、野球指導者。
- 井上安世 - お笑いタレント、喜劇女優、吉本新喜劇の座員。

## 交通
- 関西本線（大和路線） 八尾駅 北へ約1.1km。
- 近鉄大阪線 近鉄八尾駅 南へ約900m。
- 近鉄バス 八尾保健所前バス停、清水町バス停。清水町停留所はかつて「成法中学校前」と称した（のちに法務局出張所を経て清水町）。